# Клара Јаковчевић
Др Клара Јаковчевић (Суботица, 4. април 1945 — Суботица, 15. јун 2016) била је редовни професор Економског факултетa у Суботици, на предмету "Економика предузећа" и била је члан Департмана за Менаџмент.

## Биографија
Рођена је 04.04.1945. године у Суботици, од оца Јаковчевић Стевана и мајке Андрашић Цецилије. Основну и средњу економску школу завршила је у Суботици с одличним успехом, као ђак генерације. На Економски факултет у Суботици уписана је школске 1964/65. године. На четвртој години студија, 1968. године, са просечном оценом 10 била је најбољи студент Универзитета у Новом Саду и Економском факултету у Суботици. Дипломирала је на Економском факултету у Суботици на индустријском смеру 30. јуна 1968. године, као студент генерације.
Последипломске студије на Економском факултету у Суботици уписала је непосредно после завршетка студија, школске 1968/69. године, на смеру "Организација и руковођење радном организацијом".
Магистарски рад је одбранила 15. јуна 1972. године под називом "Примена теорије граничних трошкова у пословној политици предузећа". 
Докторат економских наука одбранила је на Економском факултету у Суботици 13. јануара 1981. године. Тема доктората је "Проблем динамике и фактора продуктивности рада у индустрији и  индустријским организацијама удруженог рада САП Војводине".
Јула 1968. године запослила се у Кредитној банци у Суботици, као кредитни референт индустрије и занатства, а од 1. јануара 1971. године је изабрана за асистента на предмету "Економика предузећа" на Економском факултету у Суботици.
У звање доцента на предмету "Економика и организација удруженог рада" изабрана је у октобру 1981. године. У звање ванредног професора за предмет "Економика и организација удруженог рада" на Економском факултету у Суботици бирана је у октобру 1985. године.
У звање редовног професора за предмет "Економика ОУР" бирана је априла 1990. године.
Од 1. октобра 1976. године удружила је рад са Институтом за информатику и организацију у саставу Економског факултета у Суботици. Крајем 1989. године извршена је реинтеграција Института са Економским факултетом у Суботици.

## Наставно-педагошка активност
Од 1971. године запослена је на Економском факултету у Суботици, на предмету "Економика предузећа". Наставу је изводила на Економском факултету у Суботици, на Пословно-правном смеру на Правном факултету у Новом Саду, на Одељењу Економског факултета у Новом Саду и на свим центрима при Радничким универзитетима на којима је Економски факултет организовао наставу за ванредне студенте. Две школске године изводила је наставу из истог предмета и на Вишој економско-комерцијалној школи у Новом Саду. Поверено јој је извођење наставе из  предмета "Теорија трошкова" на II години Економског факултета у Суботици.
На последипломском студију на Економском факултету у Суботици изводи делове наставе из научне дисциплине "Економска теорија ефикасности предузећа" и носилац је научне дисциплине "Теорија економске ефикасности индустријских предузећа".
По плану и програму од 2005. године (Болоњски процес) на основним студијама изабрана је на предмету „Економика предузећа“ (I година), на V години студија, смер Менаџмент предаје научну дисциплину "Теорије трошкова". На докторским студијама, смер Менаџмент предаје научну дисциплину „Економија ресурса и корпоративна ефикасност“.
Студијске боравке је обавила у Sonnenbergu (Немачка), смер за образовање одраслих, боравила је на Економском факултету у Halleu (Немачка) и Економском универзитету у Будимпешти. Служи се мађарским и немачким језиком.

## Рад у научним и стручним телима
Поред наставно-педагошке активности и научног рада била је укључена и у рад следећих органа:
1. Председник Катедре за економику и организацију индустрије на Економском факултету Суботица, два мандата (1981-1984)
2. Председник Наставно-научног већа Економског факултета, Суботица (1982-1984).
3. Помоћник директора за наставу и научно-истраживачки рад Института за информатику и организацију (1987.1990).
4. Председник Научног Савета Института за информатику и организацију при Економском факултету Суботица (1987-1990)
5. Председник Научно-наставног већа Института за информатику и организацију (1987-1990).
6. Члан Председништва Скупштине Универзитета у Новом Саду
7. Члан Кадровске комисије Универзитета у Новом Саду
8. Председник Координационог већа међуфакултетског одељења пословно-правног смера (чланови Економски факултет у Суботици, Правни факултет у Новом Саду) (три мандата).
9. Члан Комисије за научни кадар СИЗ-а за научни рад САП Војводине (два мандата).
10. Члан Савета Економског факултета,
11. Председник Већа радника давалаца услуга у усмереном образовању  и васпитању СИЗ-а друштвених делатности САП Војводине,
12. Члан Извршног одбора и члан Председништва СИЗ-а друштвених делатности САП Војводине
13. Председник радне групе за израду Самоуправног споразума о основама, мерилима и начину утврђивања накнаде за обављање делатности у усмереном образовању вишег и високог ступња природно-математичких струка, просветне, здравствене, економске и културно-уметничке струке.
14. Члан Општинског савета Титовог фонда при Скупштини општине Суботица.
15. Председник Већа II године пословно-правног смера (неколико мандата).
16. Заменик председника Комисије за инвестиције Економског факултета, Суботица (1973-1976).
17. Члан више комисија на Економском факултету, Институту за информатику и организацију, СИЗ-у друштвених делатности САП Војводине.
18. Члан Савета СДК САП Војводине.
19. Члан редакције часописа "Привредна изградња" Нови Сад
20. Судија поротник Вишег привредног суда, Београд (1998-2000). (Одлуку донела Народна скупштина РС при избору судија и судија поротника 26. маја 1998. године).
21. Члан Одбора Извршног већа Аутономне Покрајине Војводине за власничку трансформацију (1999-2001).
22. Члан Комисије за економске науке Универзитета у Новом Саду (два мандата)
23. Члан Управног одбора југословенског удружења за управљање пројектима - ЈУПМА, Београд, (од 2005).
24. Члан програмског одбора Удружења за управљање пројектима Србије и Црне Горе ЈУПМА (од 2006.год.)
25. Члан уређивачког савета часописа „Трактори и погонске машине“ које издаје Пољопривредни факултет Нови Сад и Научно друштво за погонске машине, тракторе и одржавање (од 2010. год).

## Објављени научни и стручни радови
Објавила је 6 монографија, коаутор 8 уџбеника. Презентовала је на домаћим, међународним и иностраним научним скуповима реферате и објавила 140 радова из научне области којом се бави. Била је руководилац или истраживач на 104 научноистраживачка пројекта, односно тема, од тога је 51 научни пројекат или тема и 53 пројеката за потребе привреде. Сви пројекти су позитивно рецензирани.
1. Монографија: “Трошкови као фактор одлучивања у пословној политици”, Економски факултет, Суботица, 1987.; стр. 212; YУ ИСБН 86-7313-003-4
2. Монографија: “Трошкови у менаџменту”, Економски факултет, Суботица, 1993, стр. 370; ИСБН 86-7233-027-7
3. Монографија: “Трошкови у менаџменту”, Економски факултет, Суботица, 1995, стр. 502; ИСБН 86-7233-05001
4. Монографија: “Структура и вредновање капитала”, Економски факултет, Суботица, 2000, стр. 222; ИСБН 86-7233-075-7
5. Монографија: “Индустријска стратегија Војводине”, коаутор, Економски факултет, Суботица, 1987, стр. 282; YУ ИСБН 86-7313-002-6
6. Монографија: “Економика предузећа – Економска ефикасност ангажовања капитала у репродукцији”, Економски факултет, Суботица, 2006, стр. 336; ИСБН 86-7233-121-4 ЦОБИСС.СР-ИД 211176711
7. Монографија: “Управљање трошковима”, Економски факултет, Суботица, 2008.; стр. 509; ИСБН 978-86-7233-202-5 ЦОБИСС.СР-ИД 236536839.
8. Уџбеник: “Економика предузећа”, коаутор, Економски факултет, Суботица, 2008, стр. 314; ИСБН 978-86-7233-214-8 ЦОБИСС.СР-ИД 237466119

## Чланство у удружењима
Била је члан Друштва економиста Србије и дописни члан Научног друштва економиста Србије. Била је члан Хрватског академског друштва.